# Flakstad
68°5′28″N 13°13′57″Ø / 68.09111°N 13.23250°Ø

Flakstad er en kommune i Lofoten i Nordland fylke i Norge. Den grænser i øst til Vestvågøy på øen af samme navn og i sydvest til Moskenes. Fiskeri er vigtigste erhverv. Administrativt center er Ramberg på Flakstadøya. Tidligere hed Flakstadøya Vargfot. Kommunenavnet Flakstad har uklar oprindelse, måske kommer det af "flag", som betyder bjergvæg, med andre ord bjergvægsbyen. Frem til begyndelsen af 1960-erne var Flakstad slået sammen med Moskenes.
Flakstad er Lofotens tredjestørste kommune (efter befolkning) med sine vel 1.400 indbyggere. Ordfører frem til i fjor var (nu stortingsrepræsentant for SP), Alf Ivar Samuelsen. Da overtog Ann Helen Fjeldstad Jusnes, som i dag er ordfører.

## Personer fra Flakstad
- Gina Krog († 1916)[1]
- Birger Eriksen, kommandant († 1958)[2]